# Ligue Nationale de Handball
Ligue Nationale de Handball er navnet på det professionelle franske håndboldligasystem. Det er inddelt i to divisioner for mænd og to for kvinder: 
- LNH Division 1 for mænd
- LNH Division 2 for mænd

og
- LNH Division 1 for kvinder
- LNH Division 2 for kvinder